# Saint Peter (Antigua i Barbuda)
Saint Peter – jeden z 6 okręgów, zwanych tradycyjnie parafiami (ang. parish), w Antigui i Barbudzie, znajdujący się we wschodnio-centralnej części wyspy Antigua.